# モントルー・オーベルラン・ベルノワ鉄道GDe4/4形電気機関車

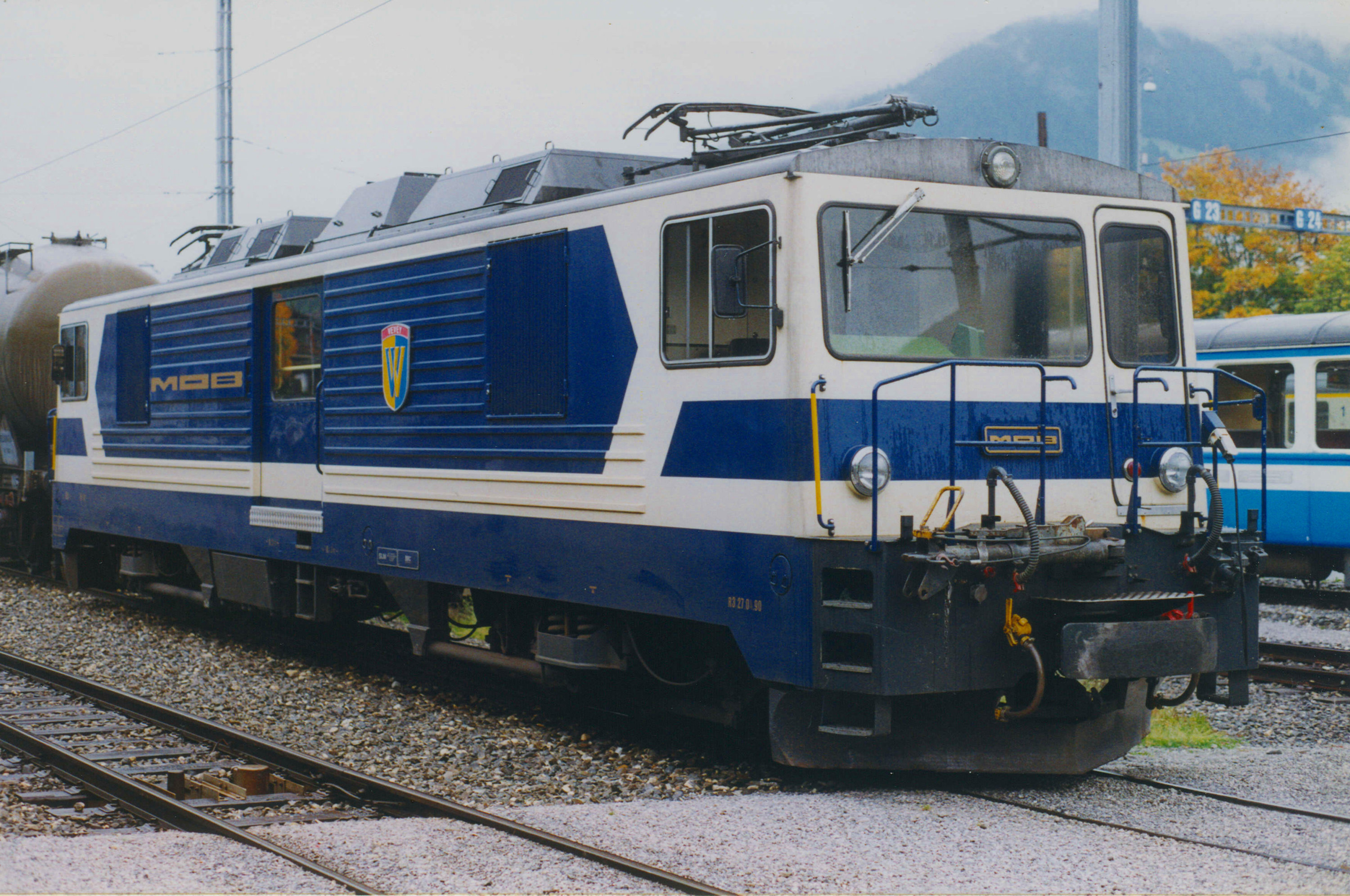
GDe4/4形、標準塗装、バッファ上部にロールボック牽引用アダプターを取付、1988年

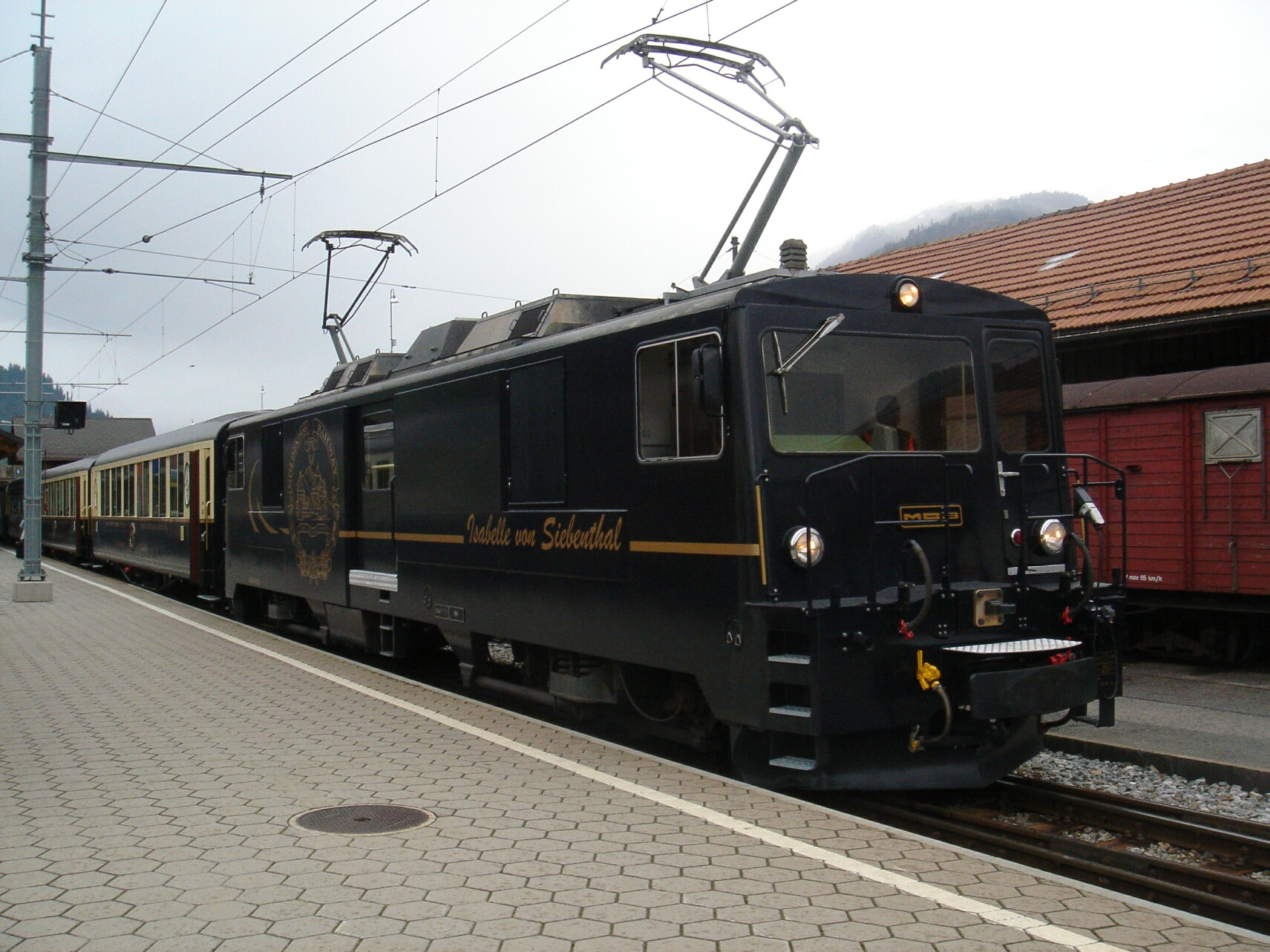
GDe4/4 6002号機、復刻されたサロン車によるゴールデンパス・クラシックを牽引する同列車専用塗装機、2005年

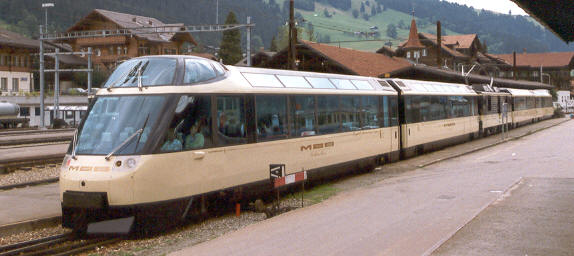
編成の中間にGDe4/4形を連結したクリスタル・パノラミック・エクスプレス、3両目が同列車専用塗装機、1993年

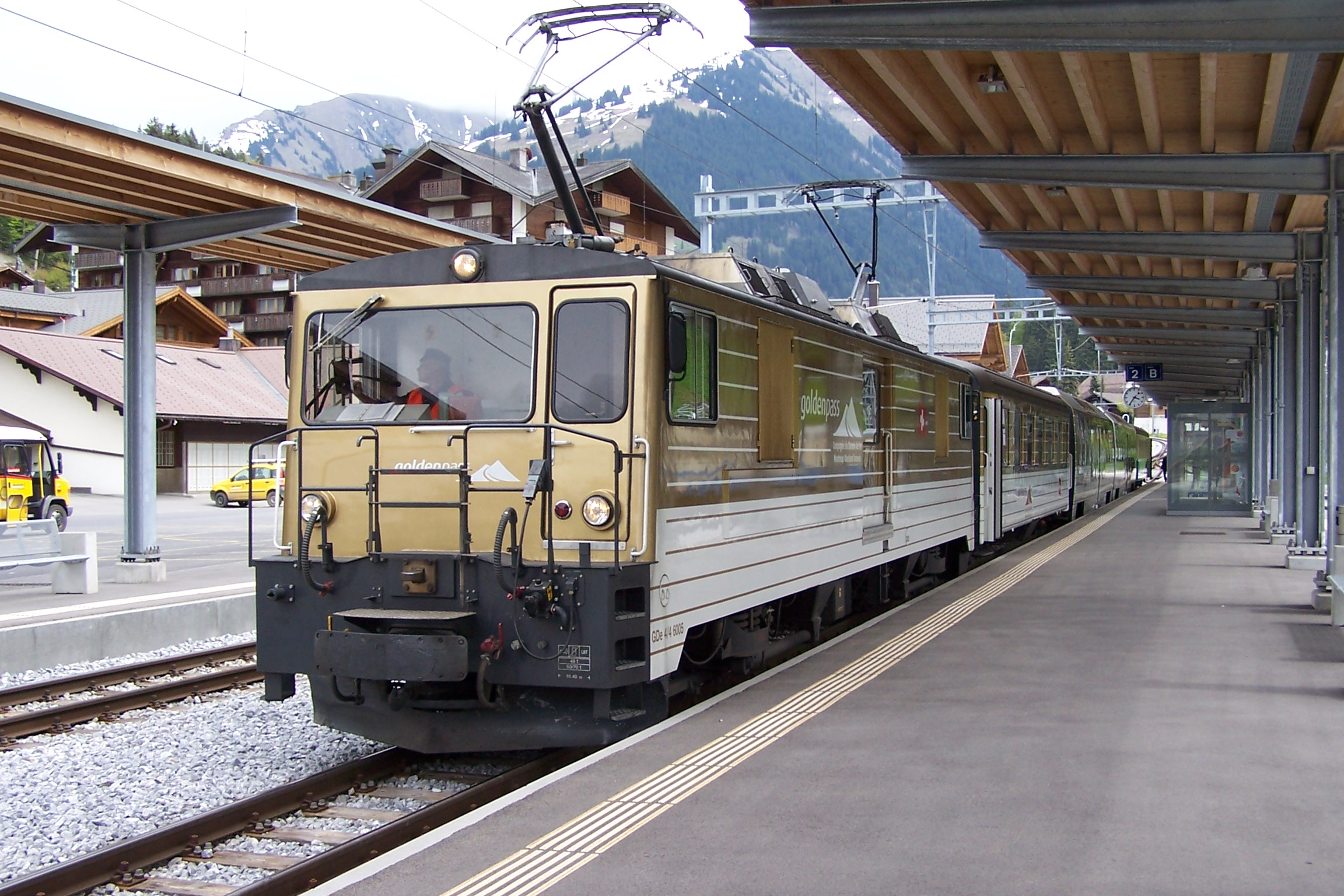
GDe4/4 6005号機、ゴールデンパス塗装機、2013年

モントルー・オーベルラン・ベルノワ鉄道GDe4/4形電気機関車(モントルー・オーベルラン・ベルノワてつどうGDe4/4がたでんききかんしゃ)は、スイス西部のモントルー・オーベルラン・ベルノワ鉄道（Chemin de fer Montreux–Oberland Bernois (MOB)）で使用される山岳鉄道用電気機関車である。

## 概要
旅客輸送量の増加に対応し、5両編成のパノラミック急行を70パーミル区間でも牽引できる電気機関車として1983年に4機が、車体、機械部分、台車の製造をSLM、電機部分、主電動機の製造をBBCが担当して製造されたもので、サイリスタチョッパ制御により1時間定格出力1068 kW、牽引力86.5 kNを発揮する汎用機として、70パーミルで110 tを40 km/hで牽引可能な性能と最高速度100 km/hの高速性能を併せ持つ。なお、1983年にフリブール・グリュエール-フリブール-モラ鉄道でも同型機2機が製造されて使用されたが、2007年にはこれらの機体もモントルー・オーベルラン・ベルノワ鉄道に譲渡され、現在では全機がモントルー・オーベルラン・ベルノワ鉄道で使用されている。それぞれの機番とSLM製番、製造年、機体名（主に沿線の街の名称）フリブール・グリュエール-フリブール-モラ鉄道101-102号機のモントルー・オーベルラン・ベルノワ鉄道への譲渡年、譲渡後機番は下記のとおりである。
- モントルー・オーベルラン・ベルノワ鉄道が導入した機体
  - 6001 - 5231 - 1983年 - Vevey
  - 6002 - 5232 - 1983年 - Rossinière /2005年5月2日以降 Isabelle von Siebenthal
  - 6003 - 5233 - 1983年 - Saanen
  - 6004 - 5234 - 1983年 - Interlaken
- フリブール・グリュエール-フリブール-モラ鉄道が導入した機体
  - 101 - 5276 - 1983年 - Ville de Bulle - 2007年5月 - 6005
  - 102 - 5277 - 1983年 - Neirivu[4] - 2007年5月 - 6006

なお、スイスのメーターゲージの電気機関車の形式称号は"Ge"、荷物電車は"De"であるが、本機の形式称号"GDe"はそれらの混合した特有のものであり、実態としても定格出力1000 kW級で荷物室付と荷物電車に近いものとなっている。

## 仕様

### 車体
- 車体はマッターホルン・ゴッタルド鉄道[5]のDeh4/4 91-96形荷物電車と同様の構造の鋼製で、正面は貫通扉を片側に寄せて設置したデッキ付で、運転台窓は大形の1枚窓、車体下部には大型の丸型前照灯を2箇所と上部中央に小型の丸型前照灯を1箇所設置したデザインである。側面にはコルゲーション板が使用され、中央に荷物扉を配置し、一部に空気取入口のルーバーを設けている。
- 屋根上はパンタグラフなどの屋根上機器と冷却気排気口のルーバーが並ぶもので、取外しが可能な構造となっている。
- 車体中央には荷物室が設置され、1.5 tの手小荷物の積載が可能となっており、中央通路式の機器室はその前後に点対称に配置されている。
- 運転室はスイスやドイツで一般的な円形のハンドル式のマスターコントローラーが設置されている。運転室横の窓は引違式で、反運転台側には電動式のバックミラーが設置されているほか、運転室乗降扉は側面には設置されていない。
- 連結器はねじ式連結器で大形の緩衝器（バッファ）が中央、フック・リングがその下にあるタイプである。また、ロールボック牽引用に連結器の上に牽引用アダプターを取付けられるほか、車体の前面下部に大型のスノープラウが設置されている。
- 塗装
  - モントルー・オーベルラン・ベルノワ鉄道の製造時の標準塗装は、クリーム色をベースに車体裾部が濃青色で、車体側面に六角形状にと、車体前面から側面端部にかけての下部にそれぞれ濃青色が入るもので、側面荷物室扉左側に金色で"MOB"のロゴが入ったプレートが、右側には機体名のエンブレムがそれぞれ設置されている。まマッターホルン・ゴッタルド鉄道た、屋根および屋根上機器がライトグレー、床下機器と台車はダークグレーである。
  - 1993年7月から6003、6004号機が「クリスタル・パノラミック急行」塗装に変更されている。これは、車体下半分がクリーム色、上半分が濃紺色で車体上辺にクリーム色の帯が入るもので、車体のデッキ部分はダークグレー、屋根は濃紺色、屋根上機器はライトグレーである。また、車体側面の"MOB"のプレートは取外されている。
  - さらに2005年5月5日には6002号機が「ゴールデンパス・クラシック」塗装に変更されている。これは車体全体と屋根を濃紺色とし、側面のコルゲーションを埋めて平滑とした上で、荷物室左側にゴールデンパス・クラシックのエンブレムを金色で入れたものである。
  - フリブール・グリュエール-フリブール-モラ鉄道機の塗装は、ライトグレーをベースに車体下部にオレンジ色の太帯が車体全周に入り、側面には同じくオレンジ色でコルゲーションに合わせた矢印状のデザインのラインが入るものであった。また、機体名のエンブレムが反運転台側の運転室窓の直後に設置されており、屋根および屋根上機器がライトグレー、床下機器と台車はダークグレーであった。

### 走行機器
- 制御方式はサイリスタチョッパ制御で、1台の制御装置で1台の主電動機を独立して制御する方式としており、2台分ずつまとめたチョッパ制御装置を車体内の荷物室をはさんだ前後にそれぞれ設置している。また、他励界磁もチョッパ制御されるが、こちらは主電動機4台分を1台のチョッパ制御装置で制御するものとなっている。なお、チョッパ制御装置とブレーキ用抵抗器は空冷式で、側面のルーバーから冷却ファンで吸気し、屋根上のルーバーから排気する。
- ブレーキ装置は、電気ブレーキをチョッパ制御による最大ブレーキ力70 kNの回生・発電併用ブレーキとして安定した電気ブレーキ力を確保しているほか、手ブレーキ、電磁吸着ブレーキ、機関車およびパノラマ客車、ロールボック用の空気ブレーキ、その他の客車などの列車用に真空ブレーキ装置を装備する。
- 主電動機は1時間定格出力267 kW、連続定格出力254 kWのBBC 製Typ 4 FRO 3238直流複巻整流子電動機 を4台搭載し、1時間定格牽引力86.5 kN、連続定格牽引力80.7 kNの性能を発揮する。冷却はファンによる強制通風式で、冷却風は車体側面のルーバーから吸入する。
- 台車はマッターホルン・ゴッタルド鉄道のGe4/4形電気機関車と同じ軸距2600 mm、車輪径1070 mmの操舵台車とし、車軸が曲線に合わせて変位することで軌道への横圧を減らす方式としている。また、軸箱支持方式は円筒案内式、枕ばねは車体直結のコイルばねで、牽引力伝達は台車の枕梁からその下のボルスタを経由して引張棒で車体に伝達される方式である。主電動機は吊掛式に車軸と一体となっており、主電動機本体側はリンク機構で、車軸側はすべり軸受で車軸と連結され、車軸が軸中心をセンターにして変位するBBCのスライドベアリング式に装荷されている。なお、減速比は1:6.000である。
- そのほか、屋根上にはシングルアーム式パンタグラフを2台とTyp UR26高速度遮断器を搭載するほか、機器室内には補機として主電動機用送風機2台、チョッパー装置およびブレーキ抵抗器用送風機2台、電動空気圧縮機1台、電動真空ポンプ1台が設置され、いずれも架線電圧による直接駆動となっているほか、床下には制御および蓄電池充電用の直流36 V出力のDC-DCコンバータを1台と蓄電池を搭載している。

### 主要諸元
- 軌間：1000 mm
- 電気方式：DC 840 V 架空電車線方式（電圧範囲DC 600 - 1050 V）
- 最大寸法：全長16400 mm、全幅2684 mm、全高3684 mm（パンタグラフ折畳時）
- 軸距：2600 mm
- 台車中心間距離：9000 mm
- 自重：48.5 t
- 荷重：1.5 t
- 走行装置
  - 主制御装置：サイリスタチョッパ制御
  - 主電動機：Type 4 FRO 3238直流複巻整流子電動機×4台（連続定格出力：254 kW[6]、1時間定格出力：267 kW[7]）
  - 減速比：6.000
- 牽引力
  - 牽引力：80.7 kN（連続定格出力、44.2 km/hにおいて）、86.5 kN（1時間定格出力、43.4 km/hにおいて）、170 kN（最大出力）
  - 牽引トン数：300 t（30パーミル、40 km/h）、110 t（70パーミル、40 km/h）
  - ブレーキ力：140 kN（最大）、70 kN（電気ブレーキ最大）
- 最高速度：100 km/h
- ブレーキ装置：回生/発電併用ブレーキ、空気ブレーキ、手ブレーキ、電磁吸着ブレーキ、真空ブレーキ（列車用）

## 運行

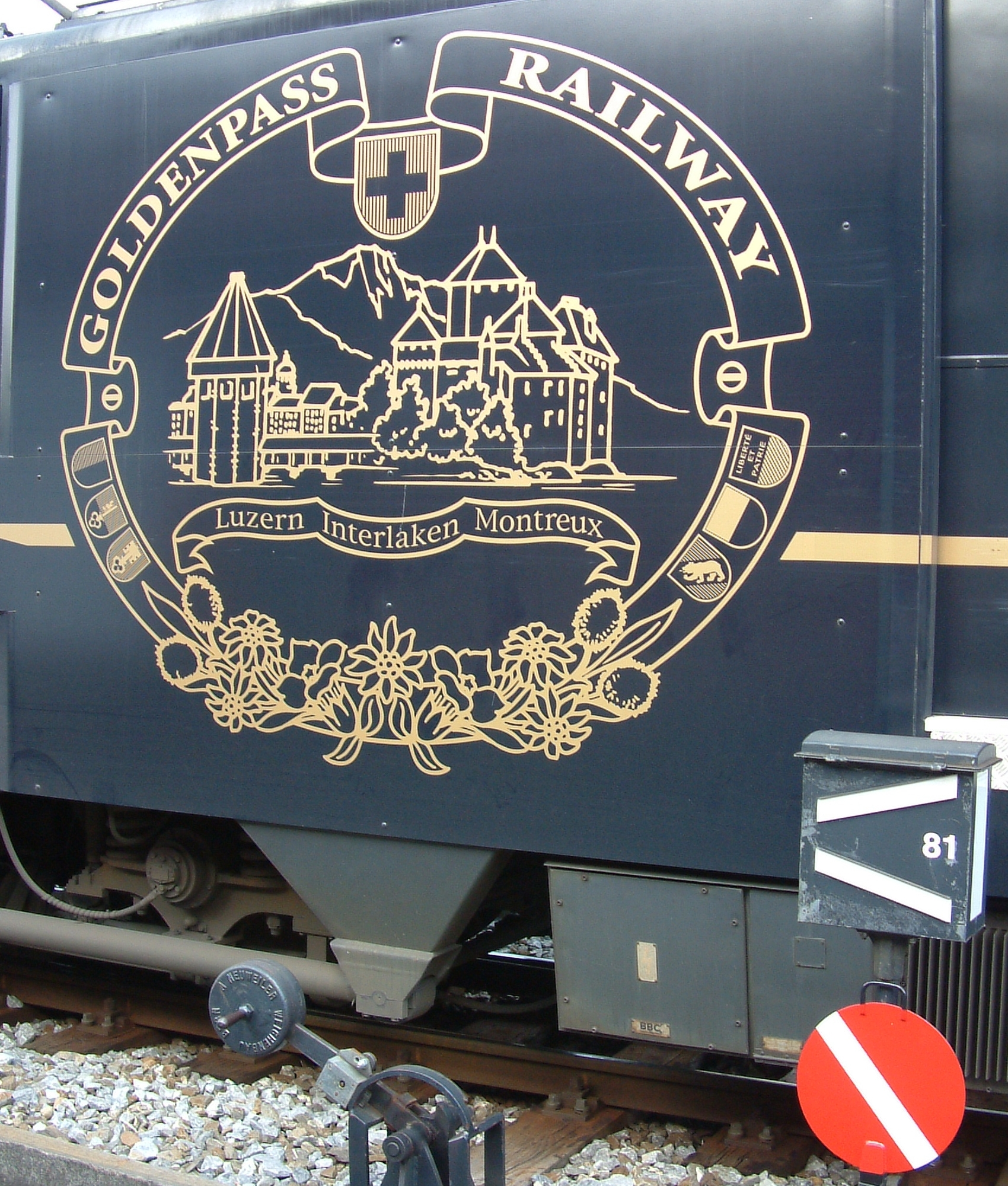
ゴールデンパス・クラシック塗装機のエンブレム

- モントルー・オーベルラン・ベルノワ鉄道の全線で旅客、貨物列車の牽引に使用されている。
- この路線は全長75.3 km、高度差880 m、最急勾配68パーミルの山岳路線であり、ツェントラル鉄道[8]ブリューニック線のルツェルン - インターラーケン・オスト間とBLS AG[9]のインターラーケン・オスト - ツヴァイジンメン間、モントルー・オーベルラン・ベルノワ鉄道のツヴァイジンメン - モントルー間を合わせてゴールデンパス・ラインを構成している。
- 旅客列車では単機で軽量客車を牽引しており、エアコン付の客車では最大5-6両を牽引している。
- パノラミック急行や、クリスタル・パノラミック急行、ゴールデン・パノラミック急行、ゴールデンパス・パノラミック急行にも使用される。
- 本機は製造時はヨーロッパの1000 mm軌間の電気機関車では最高速のものであり、6001号機が1983年7月20日に105 km/hを、6003号機が同年11月3日に110 km/hを記録しており、6003号機の車体側面エンブレム下には"110 km/h"と記録が記入されている。
- グリュイエール・フライブルク・モラ鉄道には1435 mmと1000 mmの両方の軌間の路線があるが、本機は1000 mm軌間の路線で主に貨物列車の牽引に使用されていた。
- この路線は全長48.9 km、高度差190 m、最急勾配50パーミルの山岳路線である。
- グリュイエール・フライブルク・モラ鉄道では2007年までに走行距離が1両あたり約180,000 kmと使用頻度が高くなかった[10]ため、101、102号機とも2007年5月にモントルー・オーベルラン・ベルノワ鉄道に売却され、グリュイエール・フライブルク・モラ鉄道のロゴのみを消したのみの塗装で使用されていたが、後にゴールデンパス塗装に変更されている。